# Qarah Tappeh (ort i Ardabil)
Qarah Tappeh (persiska: قَرَه‌تَپِّۀ سَبَلان, قره‌تپه, Qarah Tappeh-ye Sabalān) är en ort i Iran.   Den ligger i provinsen Ardabil, i den nordvästra delen av landet, 400 km nordväst om huvudstaden Teheran. Qarah Tappeh ligger 1 830 meter över havet och antalet invånare är 877.
Terrängen runt Qarah Tappeh är lite bergig, och sluttar brant österut.Runt Qarah Tappeh är det ganska tätbefolkat, med 139 invånare per kvadratkilometer. Närmaste större samhälle är Sara'eyn, 16,1 km söder om Qarah Tappeh. Trakten runt Qarah Tappeh består i huvudsak av gräsmarker.